# Грб Кубе
Грб Кубе је званични хералдички симбол карипске државе Куба.
Грб лежи на штиту са златним кључем у горњем делу који симболише кључну позицију Кубе између две Америке. Излазеће сунце симболише рађање нове нације, а 5 линија подељеност Кубе у колонијалном добу.